# Tamași
Tamași là một xã thuộc hạt Bacău, România. Dân số thời điểm năm 2002 là 6411 người.